# Hassler Whitney
Hassler Whitney (New York, 23 maart 1907 - Princeton, 10 mei 1989) was een wiskundige uit de Verenigde Staten. Hij was een van de grondleggers van de singulariteitstheorie en deed fundamenteel werk op het gebied van variëteiten, inbeddingen, indompelingen en karakteristieke klassen. Hij heeft in 1935 een algemene inleiding over de theorie van matroïden geschreven.